# قرار مجلس الأمن التابع للأمم المتحدة رقم 796
قرار مجلس الأمن التابع للأمم المتحدة رقم 796، المعتمد بالإجماع في 14 كانون الأول / ديسمبر 1992، أشار إلى تقرير للأمين العام مفاده أن وجود قوة الأمم المتحدة لحفظ السلام في قبرص، بسبب الظروف القائمة، سيظل ضرورياً لتحقيق تسوية سلمية. وطلب المجلس من الأمين العام تقديم تقرير مرة أخرى قبل 31 مايو 1993 لمتابعة تنفيذ القرار.
أعاد المجلس تأكيد قراراته السابقة، بما في ذلك القرار 365 (1974)، الذي أعرب عن قلقه إزاء الوضع، وحث الأطراف المعنية على العمل معًا من أجل السلام، ومدد مرة أخرى ولاية القوة في قبرص، المنصوص عليه في القرار 186 (1964)، حتى 15 يونيو 1993.

## روابط خارجية
- نص القرار في undocs.org